# Йоханета Сибила фон Золмс-Хоензолмс
Йоханета Сибила фон Золмс-Хоензолмс (на немски: Johannette (Hanna) Sibylla zu Solms-Hohensolms; * 15 януари 1623 в Лих; † 7 април 1651 в Грайфенщайн) е графиня от Золмс-Хоензолмс и чрез женитба графиня на Золмс-Браунфелс-Грайфенщайн и Вьолферсхайм.
Тя е дъщеря на граф Филип Райнхард I фон Золмс-Хоензолмс (1593 – 1636) и съпругата му графиня Елизабет Филипина фон Вид-Рункел (1593 – 1635), дъщеря на граф Вилхелм IV фон Вид-Рункел и графиня Йохана Сибила фон Ханау-Лихтенберг.
Йоханета (Ханна) Сибила умира на 7 април или 7 август 1651 г. на 34 години в Грайфенщайн и е погребана там.

## Фамилия
Йоханета Сибила се омъжва на 10 август 1636 г. в Диленбург за граф Вилхелм II фон Золмс-Браунфелс-Грайфенщайн (1609 – 1676). Те имат децата:
- Елизабет Маргарета (1637 – 1681), омъжена на 27 май 1656 г. за граф Лудвиг Християн фон Сайн-Витгенщайн-Хоенщайн (1629 – 1683)
- Георг Вилхелм (1638 – 1638)
- Луиза Валпургис (1639 – 1720), омъжена за Додо Мориц, фрайхер фон Инхаузен-Книпхаузен (1626 – 1703)
- Георг Фридрих (1640 – 1640)
- Катарина Амалия (1641 – 1642)
- Кристина Сибила (1643 – 1711), омъжена за граф Фердинанд Максимилиан фон Йотинген-Балдерн (1640 – 1687)
- Шарлота Ернестина (1646 – 1720), омъжена в Грайфенщайн при Браунфелс на 19 април 1670 за граф Албрехт фон Льовенщайн-Вертхайм-Вирнебург (1647 – 1688)
- Августа Елизабет (1644 – 1647)
- Вилхелм Мориц (1651 – 1720), граф на Золмс-Браунфелс-Грайфенщайн, женен в Бингенхайм на 23 януари 1679 г. за ландграфиня Магдалена София фон Хесен-Хомбург (1660 – 1720), дъщеря на ландграф Вилхелм Христоф фон Хесен-Хомбург (1625 – 1681) и София Елеонора фон Хесен-Дармщат, родители на Фридрих Вилхелм (1696 – 1761), от 1742 княз на Золмс-Браунфелс

Нейният съпруг Вилхелм II се жени втори път на 24 април 1652 г. за графиня Ернестина София фон Хоенлое-Шилингсфюрст (1618 – 1701).